# Sprzęgło Oldhama

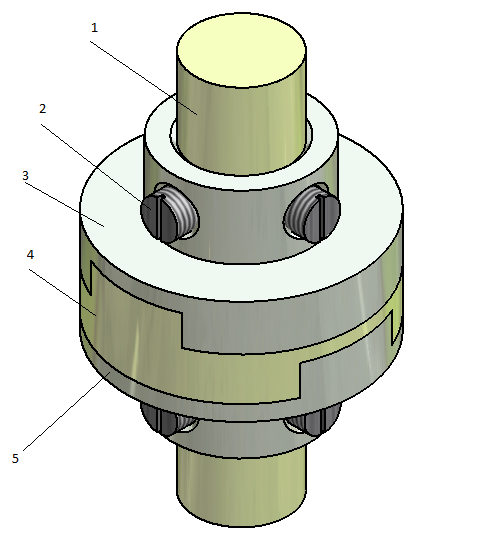
Sprzęgło Oldhama: 1- wał, 2-wkręt dociskowy, 3- człon czynny, 4- tarcza pośrednicząca, 5- człon bierny

Sprzęgło Oldhama – sprzęgło przymusowe, rozłączne, kompensacyjne. Nazwa sprzęgła pochodzi od nazwiska irlandzkiego inżyniera Johna Oldhama, który wynalazł je w roku 1820.
W sprzęgle tego typu człon czynny (3) i bierny (5) wyposażone są we wypusty, pasujące do rowków umieszczonych po obu stronach elementu pośredniczącego – tarczy (4). Oba wypusty i rowki usytuowane są w stosunku do siebie pod kątem prostym. Taka konstrukcja pozwala tolerować znaczne przesunięcia równoległe osi wałów.